# Manu Sareen
Manu Abhishek Sareen (ur. 16 maja 1967 w Pendżabie w Indiach) – duński polityk hinduskiego pochodzenia, samorządowiec i parlamentarzysta, minister ds. równouprawnienia, ds. kościelnych i współpracy nordyckiej (2011–2014) oraz ds. dzieci, równości, integracji i spraw społecznych (2014–2015).

## Życiorys

### Wykształcenie i praca zawodowa
Manu Sareen wychował się w Kopenhadze, dokąd na początku lat 70. wyemigrowała z Indii. Z wykształcenia jest pracownikiem socjalnym i mediatorem. Pracował na różnych stanowiskach, m.in. w latach 1997–2007 jako doradca ds. etnicznych w punkcie konsultacyjnym dla dzieci młodzieży, a w latach 2003–2007 również jako doradca w LOKK. Jest autorem książek akademickich, m.in. o małżeństwie przymusowym (Når kærlighed bliver tvang – generationskonflikter og tvangsægteskaber, 2003); w 2006 debiutował jako autor książek dla dzieci. Prowadził również szkolenia i wykłady m.in. dla LOKK i ministerstwa ds. integracji.

### Działalność polityczna
Zaangażował się w działalność polityczną w ramach socjalliberalnej Det Radikale Venstre. W 2002 został po raz pierwszy wybrany do rady miejskiej Kopenhagi, a od 2006 pełnił w niej funkcję przewodniczącego grupy radnych swojego ugrupowania. Bez powodzenia kandydował do parlamentu w 2005 z okręgu obejmującego kopenhaską dzielnicę Vesterbro i następnie w 2007 z okręgu Nørrebro. Od stycznia do kwietnia 2011 wykonywał w Folketingecie mandat deputowanego w zastępstwie Lone Dybkjær jako stedfortræder. W 2003, 2006 i 2007 był nominowany do nagrody dla „polityka roku”, przyznawanej przez LGBT Danmark.
W wyborach samorządowych w 2009 uzyskał wyższe poparcie niż otwierający listę wyborczą radykałów Klaus Bondam. Odmówił jednak objęcia funkcji w zarządzie miasta, wskazując, że wiązałoby się z udzieleniem mu poparcia przez Duńską Partię Ludową.
W wyborach w 2011 Manu Saaren po raz pierwszy został wybrany na posła do Folketingetu. 3 października 2011 wszedł w skład rządu Helle Thorning-Schmidt jako minister ds. równouprawnienia (będąc pierwszym mężczyzną w historii pełniącym tę funkcję), minister ds. kościelnych i minister ds. współpracy nordyckiej. 3 lutego 2014 w drugim gabinecie dotychczasowej premier objął stanowisko ministra ds. dzieci, równości, integracji i praw społecznych, które zajmował do 28 czerwca 2015. Był pierwszym duńskim członkiem rządu pochodzącym spoza Europy.
W wyborach w tym samym roku nie uzyskał poselskiej reelekcji. Jedyny mandat dla Det Radikale Venstre w okręgu stołecznym uzyskała Ida Auken, która rok wcześniej przeszła do tego ugrupowania z Socjalistycznej Partii Ludowej. W 2016 Manu Saaren opuścił radykałów, dołączając do partii Alternatywa, odszedł z niej jednak w 2018.

## Życie prywatne
Manu Sareen jest żonaty, ma troje dzieci

## Publikacje
- Iqbal Farooq og den sorte pjerrot, 2002, ISBN 978-87-11-40313-6.
- Når kærlighed bliver tvang – generationskonflikter og tvangsægteskaber, 2003, ISBN 978-87-91293-05-4.
- Sådan undgår man frafald A–Z, 2006, ISBN 978-87-7881-660-3.
- Iqbal Farooq og kronjuvelerne, 2007, ISBN 978-87-11-40734-9.
- Iqbal Farooq og den indiske superchip, 2009, ISBN 978-87-11-40733-2.
- Iqbal Farooq og julesvineriet, 2009, ISBN 978-87-11-42014-0.
- Klods-Hassan, 2011, ISBN 978-87-567-9934-8.
- Iqbal Farooq på Bornholm, 2011, ISBN 978-87-400-0004-7.